# John White Abbott
John White Abbott, född 1763, död 1851, var engelsk målare.
John White Abbott kom från en välbärgad familj som ägde stora egendomar i Exeter.
Abbott ställde regelbundet ut vid Royal Academy of Arts. Hans oljemålningar är välkända och han målade även målningar i akvarell. Hans serie etsningar färdigställdes nästan helt före hans bortgång. Abbott sålde aldrig någon målning och de ärvdes i stället av hans familj och släkt.